# 春日村 (新潟県)
春日村（かすがむら）は、かつて新潟県中頸城郡にあった村。上杉謙信の春日山城があったことで知られる。現在の上越市役所は旧・春日村に所在する。

## 沿革
- 1889年（明治22年）4月1日 - 町村制の施行により、中頸城郡春日村、中門前村、大豆村、中屋敷村、寺分村、岩木村、宮野尾村、牛池新田及び上正善寺村の区域をもって、中頸城郡春日村が発足する。
- 1901年（明治34年）11月1日 - 中頸城郡春日村、高志村及び国府村が合併して、改めて中頸城郡春日村が発足する。
- 1955年（昭和30年）2月1日 - 高田市に編入する。

## 名所・旧跡
- 春日山城跡[1]

## 出身人物
- 塚田十一郎（新潟県知事、参議院議員、衆議院議員、郵政大臣）[2][3]